# Поникве (Чајниче)
Поникве је насељено мјесто у општини Чајниче, Република Српска, БиХ. Према попису становништва из 2013. у насељу је живио 51 становник.

## Географија
Поникве се састоје од засеока Горње и Доње Поникве.

## Историја
Село је нападнуто од стране муслиманске јединице Армије РБиХ 14. фебруара 1993. Том приликом је убијено 16 српских цивила. Остали мештани су одведени у логоре у Горажду.

## Становништво
| Националност       | 2013. | 1991. |
| Срби               | 51    | 157   |
| Југословени        |       | 7     |
| остали и непознато |       | 3     |
| укупно             | 51    | 167   |

| Демографија | Демографија | Демографија |
| Година      | Становника  | Становника  |
| ----------- | ----------- | ----------- |
| 1991.       | 167         |             |
| 2013.       | 51          |             |

### Презимена
Најчешћа српска презимена су Кнежевић, Ивановић, Танасковић, Дачевић, Тошић, Машић, Драгаш, Грбовић, Ковачевић.